# Trézennes
Trézennes is een gehucht op de grens van de Franse gemeenten Isbergues en Lambres in het departement Pas-de-Calais. Het ligt in het noordoosten van Lambres, zo'n twee kilometer van het dorpscentrum, en in het noordwesten van Isbergues, twee kilometer van het dorpscentrum. Ten noorden vormt het riviertje de Lacque de grens met de gemeente Aire-sur-la-Lys. De bebouwing van Trézennes sluit er aan op die van het gehucht Lenglet in Aire-sur-la-Lys.

## Geschiedenis
Oude vermeldingen van de plaats dateren uit de 12de eeuw als Tresenes en Tresse. Ook op de 18de-eeuwse Cassinikaart is de plaats weergegeven als Tresse; 19de-eeuwse kaarten vermelden Treizennes.
Tijdens de Eerste Wereldoorlog bevond zich hier een militair landingsveld. Daarna bleef het terrein nog een tijd in gebruik als privévliegbaan.

## Bezienswaardigheden
- De bakstenen kapel uit het begin van de 20ste eeuw, nu ontwijd.